# Bawełna (powieść)
Bawełna – powieść autorstwa Wincentego Kosiakiewicza, która ukazała się drukiem w 1895 roku w Petersburgu. Uważana za najlepszy przed Ziemią obiecaną Reymonta obraz XIX-wiecznej przemysłowej Łodzi.
Bawełna była uznawana za pierwszą powieść o Łodzi, ale okazało się, że Wśród kąkolu Walerii Marrené-Morzkowskiej jest o pięć lat starsza.